# Лусія Тополанські
Лусія Тополанські Сааведра (ісп. Lucía Topolansky Saavedra; нар. 25 вересня 1944, Монтевідео, Уругвай) — уругвайська політикиня, яка обіймала посаду віцепрезидента Уругваю з вересня 2017 року по березень 2020 року. Членка Руху народної участі — Широкий фронт, обіймала посаду сенаторки Уругваю з 2020 по 2022 рік та з 2005 по 2017 рік, національної представниці з 2000 по 2005 рік та першої леді Уругваю як дружина президента Хосе Мухіки з 2010 по 2015 рік.
Виховувалась у родині вищого класу, 1969 року приєдналася до ультралівої партизанської групи «Тупамарос» та пішла у підпілля.1985 року, згідно з законом про амністію, звільнена та брала участь у заснуванні Руху народної участі. 1995 року обрана членом законодавчих зборів Монтевідео, а 2004 році — замісною національною представницею, зайнявши це місце після смерті чинного депутата Хорхе Квартіно. Обійняла посаду сенатора Уругваю після свого чоловіка Хосе Мухіки, який 2005 року отримав посаду міністра тваринництва, сільського господарства та рибальства. Була кандидаткою на посаду інтендантки Монтевідео на муніципальних виборах 2015 року, де зазнала поразки від Даніеля Мартінеса Вільяміла.
У вересні 2017 року обійняла посаду віцепрезидента Уругваю після відставки Рауля Сендика Родрігеса, ставши першою жінкою на цій посаді.

## Ранні роки
Народилася 25 вересня 1944 року в столиці Монтевідео, наймолодшою з семи дітей разом зі своєю сестрою-близнючкою Марією Елією. Її батько, Луїс Тополанскі-Мюллер, був інженером-будівельником та займався будівельним бізнесменом, був одружений з Марією Елією Сааведрою Родрігес. Тополанські походить з польської шляхти з Кракова. Луїс народився в Будапешті та навчався у Відні, а згодом через роботу переїхав до Уругваю. З боку матері, Сааведри були представниками вищого класу іспанського походження, їхнє коріння сягало Галісії.
Росла в районах Прадо, де вона жила в будинку своїх бабусі й дідуся, та Посітос. Після того, як батько став партнером будівельної компанії, сім'я переїхала до Пунта-дель-Есте, але невдовзі повернулася до Монтевідео, коли уряд Уругваю виступив проти уряду тодішнього президента Аргентини Хуана Перона, це призвело до заборонити громадянам Аргентини проводити літо в Уругваї, і компанія батька збанкрутувала. Після повернення до Монтевідео батько захворів на рак, сім'я опинилася у критичному економічному становищі та стала залежною від її дідуся, тодішнього мирового судді Енріке Сааведри Баррозо, який підтримував витрати дітей на освіту.
Навчалася у коледжі Сакре-Кер-де-лас-Ерманас-Домінікас у Монтевідео разом зі своєю сестрою-близнючкою. Потім вступила до Інституту Альфредо Васкеса Асеведо, де була членкою студентської гільдії. Вступила до Республіканського університету за спеціальністю архітектура, але 1969 року покинула навчання.

## Партизанка
Після років політичної активності 1967 року приєдналася до лівої організації «Тупамарос», яка вела партизанські бої проти влади в Уругваї. Після державного перевороту 1973 року, який призвів до встановлення військової диктатури під керівництвом Хуана Марії Бордаберрі, Тополанскі заарештували й ув'язнили у військовій в'язниці, де вона зазнала фізичних і психологічних тортур. Під час роботи в організації познайомилася зі своїм майбутнім чоловіком Хосе Мухікою, який згодом був президентом Уругваю з 2010 по 2015 рік. Знана як членка з Руху народної участі.

## Політичні посади

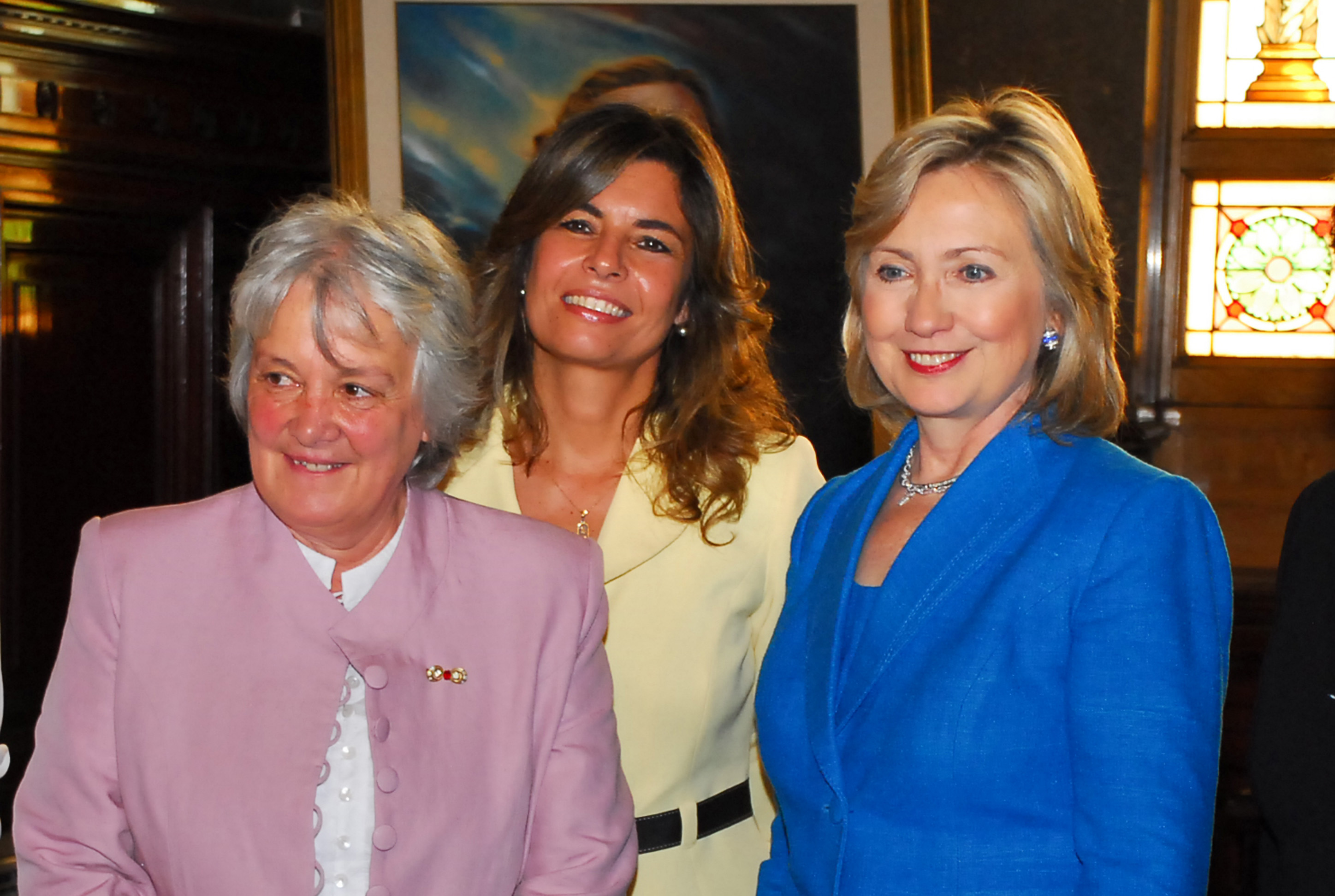
Тополанські разом із Гілларі Клінтон під час візиту останньої до Монтевідео, 2010 рік

З 2000 по 2005 рік була представницею від Монтевідео, а згодом стала сенатором. На виборах 2009 року отримала найбільшу кількість голосів на посаду сенатора, як лідерка 609 виборчого списку.
Її розглядали як можливого кандидата у віцепрезиденти Табаре Васкеса, кандидата в президенти від урядущої коаліції, на виборах 2014 року.

### Виконувачка обов'язків президента Уругваю
26 листопада 2010 року, через відсутність президента Мухіки та віцепрезидента Даніло Асторі, виконувала обов'язки президента — це вперше в історії країни, коли жінка отримала повноваження та обов'язки президента Уругваю. Перебувала на посаді виконувачки обов'язків президента до 28 листопада 2010 року, до повернення віцепрезидента Асторі.

### Віцепрезидентка Уругваю

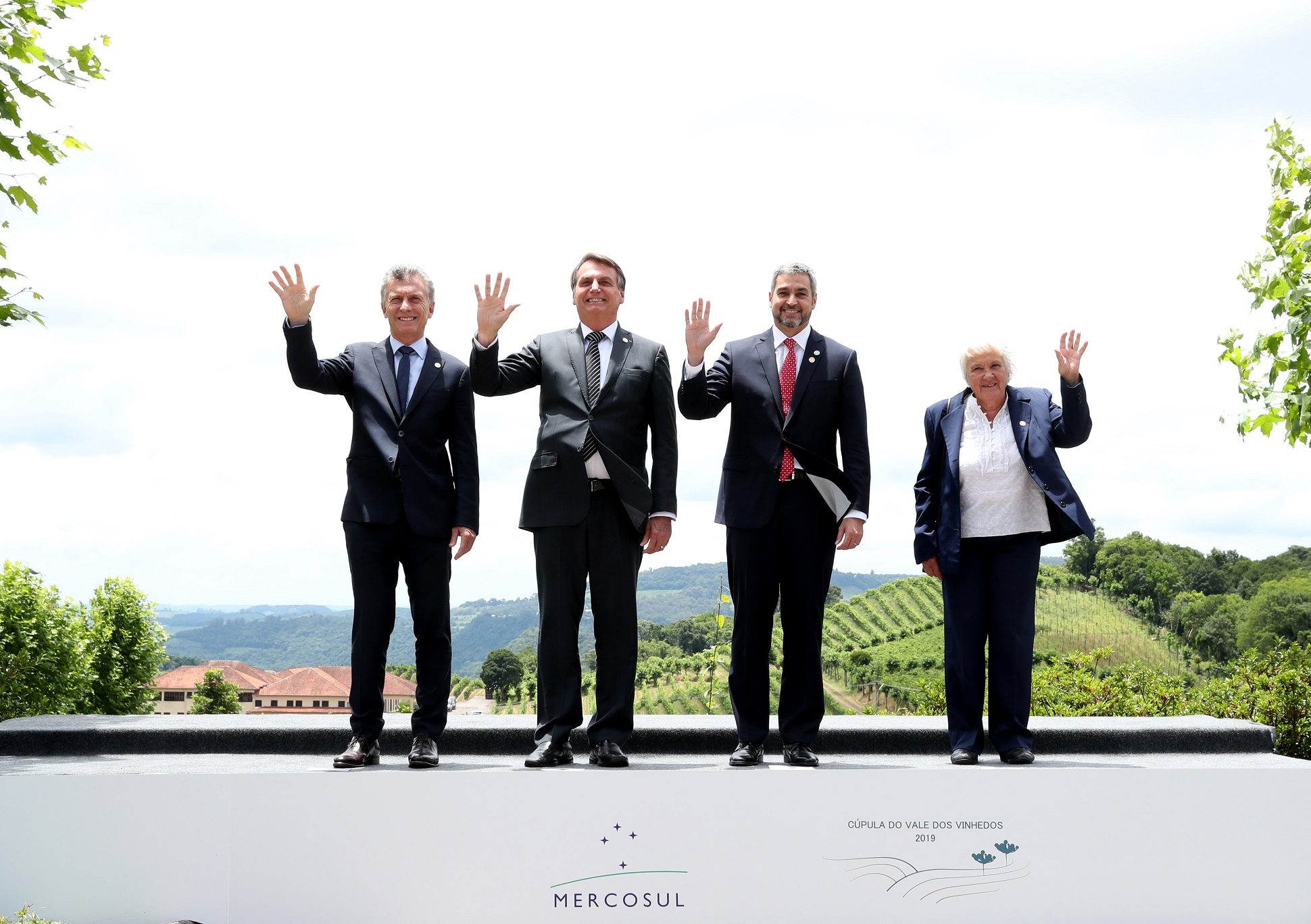
Тополанські (праворуч) під час саміту Об'єднаного ринку країн Південного конуса в Бенто-Гонсалвесі, 2019 рік

Після відставки Рауля Фернандо Сендика, після тривалої серії суперечок, 13 вересня 2017 року призначена віцепрезидентом Уругваю. Отримала цю посаду відповідно до кількості голосів у бюлетені партії для обирання президента та віцепрезидента. Сенатор, який отримав найбільшу кількість голосів, Мухіка, не зміг обійняти цю посаду, оскільки був президентом Уругваю в попередньому терміні.